# Ганиев, Олег Ривнерович
Олег Ривнерович Ганиев (род. 7 ноября 1962 года, Москва, РСФСР, СССР) — российский учёный-механик, член-корреспондент РАН (2022).

## Биография
Родился 7 ноября 1962 года в Москве. Сын академика РАН Р. Ф. Ганиева. Мама, Галина Михайловна Ганиева (Антоновская), была авиационным инженером.
В 1984 году — окончил с отличием механико-математический факультет МГУ по специальности «механика».
В 1993 году — защитил кандидатскую диссертацию на тему «Динамика тепломассообмен жидкости с двухфазными пузырями», в 2014 году — докторскую диссертацию на тему «Динамические процессы в многофазных средах как основы волновых технологий». Ученик Р. И. Нигматулина.
С 1983 по 2002 годы — лаборант, младший научный сотрудник, научный сотрудник НИИ механики МГУ.
С 2002 по 2010 годы — старший научный сотрудник, ведущий научный сотрудник, главный научный сотрудник Научного центра нелинейной волновой механики и технологии РАН.
С 2011 по 2020 годы — главный научный сотрудник Филиала ИМАШ РАН «Научный центр нелинейной волновой механики и технологии РАН».
С 2020 года — директор Филиала ИМАШ РАН «Научный центр нелинейной волновой механики и технологии РАН».
В 2022 году — избран членом-корреспондентом РАН от Отделения энергетики, машиностроения, механики и процессов управления.

## Научная деятельность
Специалист в области теоретической и прикладной механики, теории нелинейных колебаний многофазных систем, динамики жидкости и газа.
Основные научные достижения:
- разработаны научные основы волновой механики (нелинейные колебания и волновые процессы) многофазных систем с учётом фазовых превращений (процессы высокоэффективных смешения, диспергирования, измельчения; паровой взрыв, ускорение тепло- массообменных процессов и др.), как научно-технической базы волновых многофазных технологий;
- с точки зрения безопасности в атомной энергетике и металлургии были построены модели парового взрыва: микромасштабная и полномасштабная, позволяющие получить характеристики распространение ударных волн в области парового взрыва; получен эффект усиления этих волн, позволяющий оценивать риски безопасности для энергетических систем;
- разработана микро- и макромеханика (волноводная механика) неоднородных пористых сред (насыщенных жидкостью и газом), в частности, установлены критерии распространения волн на большие расстояния, построены динамические микромодели пор в продуктивных пластах, определены условия создания направленных резонансных фильтрационных потоков, не реализуемых известными методами;
- для реализации соответствующих высоких технологий разработаны научно-технические основы ряда нового класса волновых машин и аппаратов, созданы различные типы генераторов колебаний и волн (кавитационно-вихревых, ударно-волновых и др.), являющихся узлами или «движителями» таких машин. Проведены исследования по созданию мощных вихревых кавитационно-волновых процессов, результаты которых в ряде случаев внедрены в практику.

Автор более 120 научных работ, в том числе 3 монографий, более 32 авторских свидетельств или патентов (в том числе зарубежных).